# Gai Herenni (tribú 59 aC)
Gai Herenni (en llatí Caius Herennius) va ser un magistrat romà que va viure al segle i aC. Formava part de la gens Herènnia.
Va ser tribú de la plebs l'any 59 aC quan va seguir estrictament les indicacions de Publi Clodi Pulcre, i el va ajudar en l'intent de ser adoptat per una família plebea.